# 林桀晨
林桀晨（原名林聖勛；1994年8月23日—），臺灣前棒球選手，曾效力中華職棒味全龍，為林琨瀚及朱彩鳳之子。

## 生平
林聖勛為退役棒球選手林琨瀚及籃球員朱彩鳳之子。從小接觸棒球運動，就學於臺北市福林國小、西苑高中，國二時方開始接受正式訓練，高中時赴日本就讀岡山縣共生高等學校。高中畢業後，他短暫就讀奈良產業大學，2014年回臺灣就讀開南大學。在開南期間，其對訓練的投入受到總教練郭李建夫注意。林桀晨入選2016年U-23世界盃棒球賽中華培訓隊。2014年起，他在幾屆Nike棒球訓練營擔任野茂英雄貼身翻譯。
大學畢業後，他一度在由臺灣人開設於上海的烘焙紙公司從事行銷業務。
2019年味全龍重返中華職棒後，林桀晨參加新人球員測試會。他未通過測試並於選秀落榜，但以自主培訓選手兼翻譯身分加入味全龍。其翻譯工作主要圍繞著川崎宗則。他選擇以「53」作為背號，象徵追隨父親的腳步。2020年球季，他轉為正式球員。2020年季後，他未獲契約保留，並自請離隊，並未留下一軍出賽紀錄。
離開職棒後，他進入生技產業公司，並加入美式足球隊台北獵人。2023年起，他擔任味全龍主場比賽轉播球評。他在2023年世界身障棒球賽臺灣隊中擔任教練。

## 外部連結
- 林桀晨在中華職棒官網
- 林桀晨的Facebook專頁
- 林桀晨的Instagram帳戶